# Nadia Ghazzali
Nadia Ghazzali (3 de abril de 1961 (63 años)) es una matemática quebequesa. Ha sido rectora de la Universidad de Quebec en Trois-Rivières de 2012 a 2015, puesto del cual dimitió como consecuencia de un informe del Verificador General de Quebec relevando serios problemas de gobernanza y algunas objeciones éticas.

## Biografía
Aborigen de Casablanca, Marruecos, Nadia hizo sus estudios universitarios (licenciatura, maestría, doctorado) por la Universidad de Rennes 1 en matemática, estadística, e informática. Después de haber efectuado un posdoctorado por la Universidad McGill en 1992, íntegró al año siguiente, el Departamento de Matemática y Estadística de la Universidad Laval.
Desde 2006, es titular de la Cátedra CRSNG-Industrial Alianza para mujeres en ciencias e ingenio en Quebec. En 2007, logró el Trofeo de mujeres árabes de Quebec en la categoría « Enseñanza e investigación ».
Entre 2008 y 2011, ocupó la plaza de Secretaria General del Internacional Network of Women Engineers and Scientists.
En 2009, colabora con "De otro lado, estoy también de aquí", publicado por el Grupo Mujeres, Política y Democracia (GFPD).
El 1 de febrero de 2012, asumió las funciones de rectora de la Universidad de Quebec a Trois-Rivieres.
El 27 de mayo de 2015, después de numerosas controversias,,,, fijó su voluntad de dimitir por la imposición de un informe del verificador general de Quebec culpándola de una mala gestión en la . Más tarde en la jornada, dimite de su plaza de rectora como consecuencia de una entrevista con el ministro de la Educación de Quebec, François Blais, que indica que ya no puede concederle su confianza".